# Де Грасия, Хайме
Хайме Антонио Де Грасия Кортес (исп. Jaime Antonio De Gracia Cortes; родился 31 марта 1993 года) — панамский футболист, вратарь клуба «Пласа Амадор».

## Клубная карьера
Де Грасия начал карьеру в клубе «Тауро». 28 апреля 2013 года в матче против «Пласа Амадор» он дебютировал в чемпионате Панамы.

## Международная карьера
В 2013 году Де Грасия завоевал серебряные медали на домашнем юношеском чемпионате КОНКАКАФ. На турнире он сыграл в матчах против команд Тринидада и Тобаго, Канады, Мексики, Ямайки и Барбадоса.
В том же году Хайме принял участие в юношеском чемпионате мира в ОАЭ. На турнире он сыграл в матчах против сборных Узбекистана, Хорватии и Марокко.
В 2015 году Де Грасия был включён в заявку молодёжной сборной Панамы на участие в молодёжном чемпионате КОНКАКАФ на Ямайке. На турнире он сыграл в матчах против команд Мексики, Арубы, США, Ямайки, Тринидада и Тобаго и Гватемалы. По итогам соревнований он завоевал серебряную медаль.
Летом того же года Хайме принял участие в молодёжном чемпионате мира в Новой Зеландии. На турнире он сыграл в матчах против команд Аргентины, Австрии и Ганы.
В 2015 году Де Грасия в составе олимпийской сборной принял участие Панамериканских играх в Канаде. На турнире он сыграл в матче против Перу, Канады, Мексики и Бразилии.

## Достижения
Международные
 Панама (до 17)
- Юношеский чемпионат КОНКАКАФ — 2013

 Панама (до 20)
- Молодёжный чемпионат КОНКАКАФ — 2015